# Macac
Macaca este un gen de primate din sub-familia Cercopithecinae.
Este cel mai răspândit gen de primată și se întâlnește din Japonia până în Afganistan, iar în cazul macacului barbar (Macaca sylvanus), până în Africa de Nord și Europa de Sud (Gibraltar).

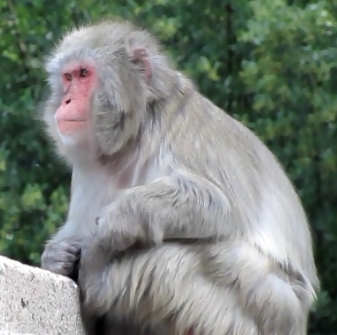
Macac japonez (Macaca fuscata)

## Galerie

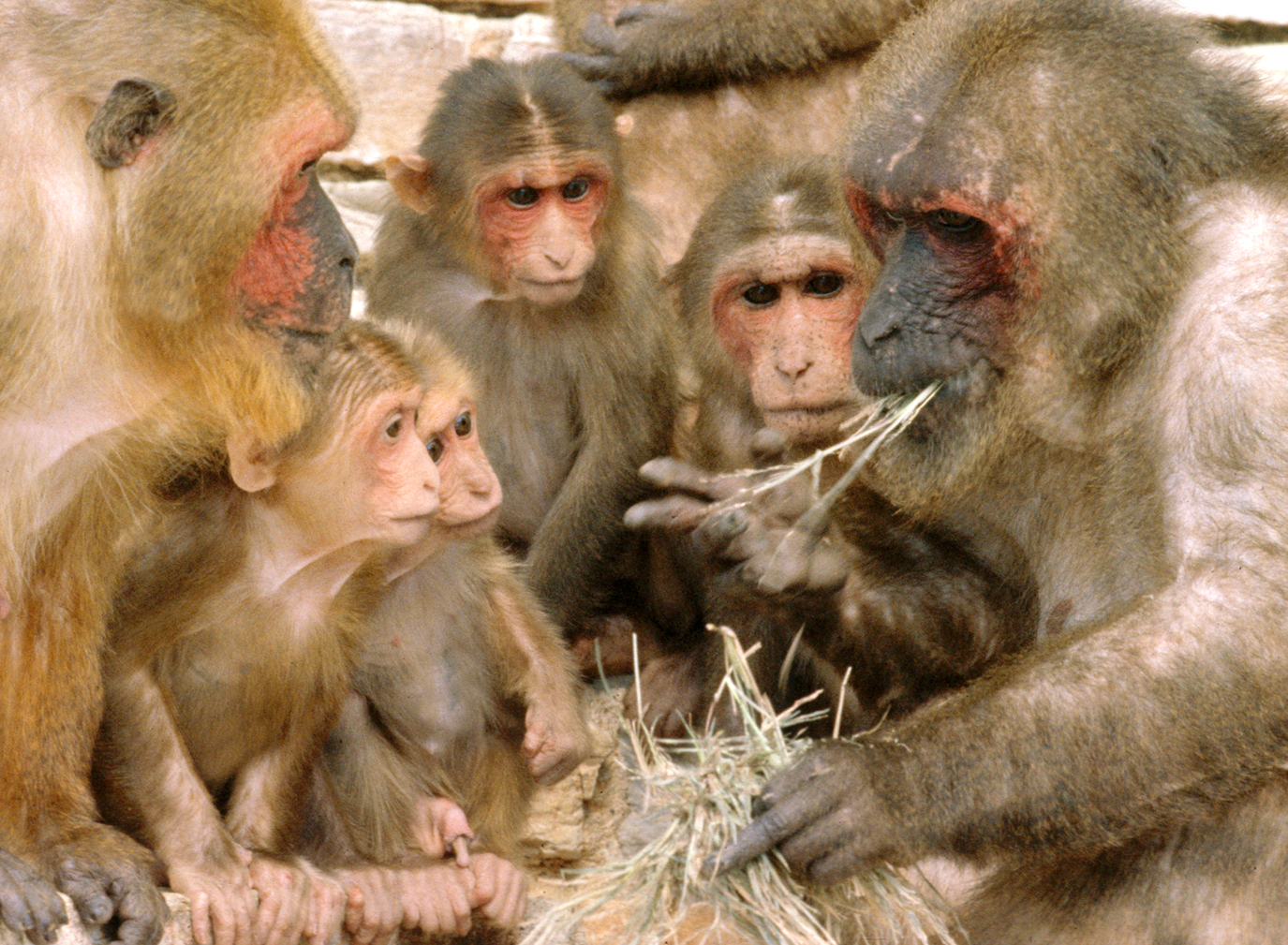
Stump-tailed macaque (M. arctoides)
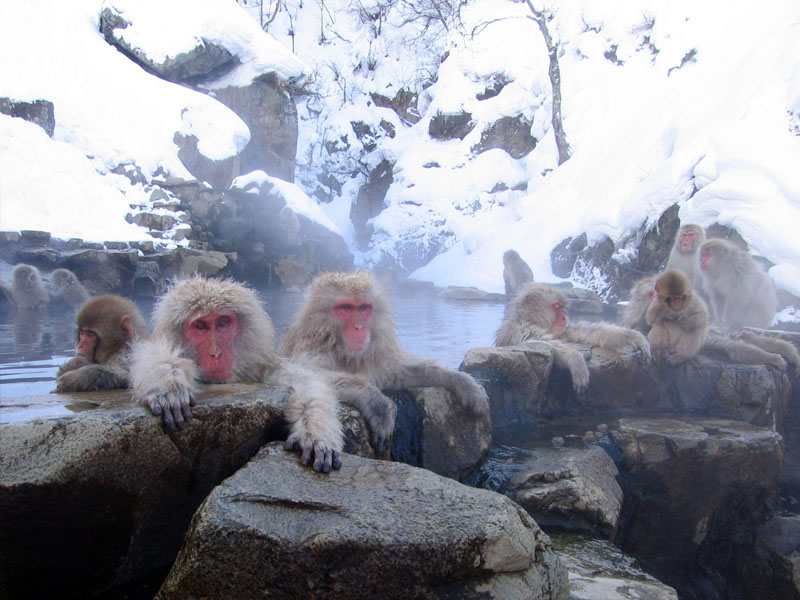
Japanese macaque (M. fuscata)
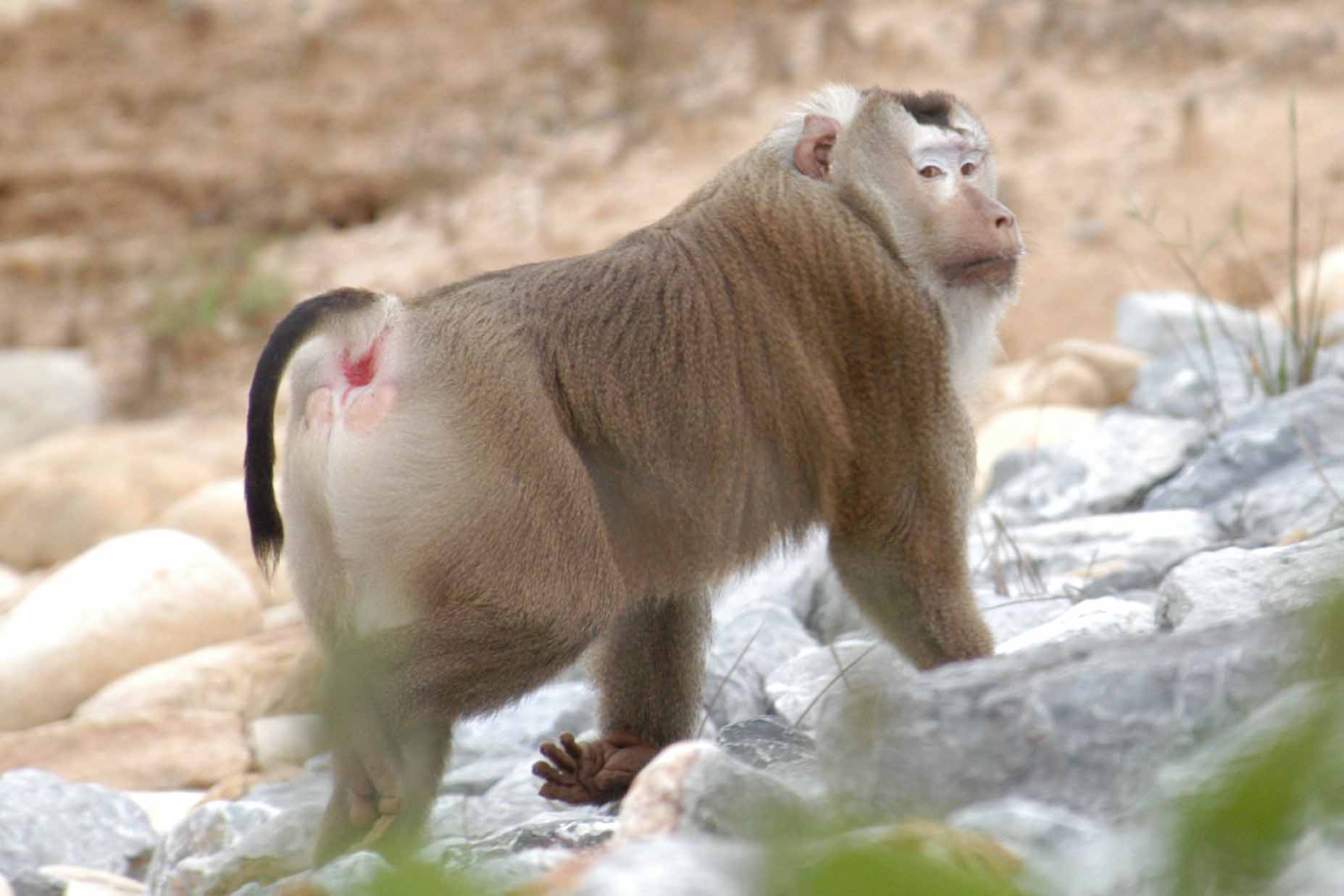
Pig-tailed macaque (M. nemestrina)